# インタラクティブアート

The Tunnel under the Atlantic （1995年）, Maurice Benayoun, パリとモントリオールの間の通信でテレビ電話のように互いの観客の映像が映っている

インタラクティブアート（英: Interactive art）は、観客を何らかの方法で参加させる芸術の一形態である。ある種の彫刻では、作品の中や上や周りを歩くことでこれを実現する。コンピュータやセンサーが観客の動きや熱などの入力に反応するようにした作品もある。インターネットアートの多くは、インタラクティブアートでもある。場合によってはハイパーテキスト環境によって訪問者を誘導したりする。外界からテキストや画像などの入力を受け付ける作品もある。観客がパフォーマンスアートの流れに影響を与える場合もあるし、参加する場合もある。
インタラクティブアートは、作品とそれを見る人の対話によって形成される。観客（参加者）は作品とのエージェンシー（作用できる能力）を持ち、作品のコンテキストに参加することを求められている。すなわち、インタラクティブアートの作品はインタラクション（相互作用）をもたらす。一方、ジェネレーティブアートはモノローグと見ることができ、作品は観客の前で変化していくが、観客がその過程に参加することは求められず、単に見るだけである。
相互作用的なユニークなインタフェースの設計という点で、電子的なアートがインタラクティブアートの最前線にあると言える。そのようなアーティストは、ユーザー入力の新たなインタフェースや技法、情報表示の新たな形態やツール、人間同士や人間と機械の通信の新たなモード、対話型システムの新たな社会的コンテキストを早くから採用してきた。

## 振興組織
アルス・エレクトロニカでは、インタラクティブアートに関して（主に技術面で）毎年展示を行い、賞を授与している。他にも似たような祭典として DEAF Dutch Electronic Arts Festival、Transmediale Germany、Electronic Language International Festival Brazil、AV Festival England などがある。
CIiiA（Center for Advanced Inquiry in the Interactive Arts）はウェールズ大学で1994年、Roy Ascott が創設し、2003年にプリマス大学に移転された。これは現在では、Planetary Collegium の中核となっており、北京、ミラノ、チューリッヒにも支部がある。
SIGGRAPHもまた、インタラクティブアートを扱っている。
Experimenta  は、オーストラリアのメルボルンで1986年に創設された。Experimenta はメディアアートやデジタルアートの振興を図っている。